# Сазані
Са́зані (алб. Sázani, італ. Sáseno, грец. Σάσων) — албанський острів в Адріатичному морі. Адміністративно належить до області Вльора. Площа острова — 5,7 км². Незаселений.
29 квітня 2010 року смугу води шириною 1852 метри (1 морська миля) навколо острова оголошено частиною морського національного парку Карабурун-Сазан — першого та поки єдиного національного морського парку країни.

## Історія
У середні віки належав Венеційській республіці і мав назву Са́сено (італ. Sáseno), після Наполеонівських воєн, згідно з умовами Паризького мирного договору 1815 року, став частиною британського протекторату (разом з Іонічними островами). У 1864 році Іонічні острови та острів Сазані передано Греції. Після Другої Балканської війни 1913 року Італія та Австрія змусили Грецію евакуювати населення південної частини Албанії, у тому числі населення з острова Сазані. 30 жовтня 1914 року острів був окупований Італією, яка розмістила на ньому свій військовий пост. 26 квітня 1915 року договір, укладений у Лондоні, підтвердив перехід острова до Італії, Албанія втратила незалежність. Після Першої світової війни Албанія здобула незалежність, але за Албано-італійським протоколом від 2 вересня 1920 року острів був переданий Італії. Під час Другої світової війни у 1943—1944 роках острів було окуповано німецькими військами. За Паризьким мирним договором з Італією 10 лютого 1947 року, Сазані було передано Албанії. До появи політичних розбіжностей у 1960-1961 роках між СРСР та Албанією острів використовувався для розміщення радянських військово-морських сил.
У серпні 2015 року Албанія відкрила для туристів військову базу, розташовану на острові Сазані[2].